# Таврські гори
Та́врські гори, Тавр або Антита́вр (тур. Toros Dağları, араб. جبال طوروس, дав.-гр. Όρη Ταύρου) — південні прибережні гори на території сучасної Туреччини. Грецька назва утворена від слова ταύρος («телець, бик»), тобто «гори тельця». За іншою версією, це адаптація семітського слова «tûr» — «гора».

## Історія
Переважаючим населенням цих місцевостей в кінці I тисячоліття до н. е. і в I тисячолітті н. е. були Кілікійські вірмени на сході, а на крайньому заході греки. У теперішній час на цих територіях живуть в основному турки, в деяких місцях курди.

## Географія

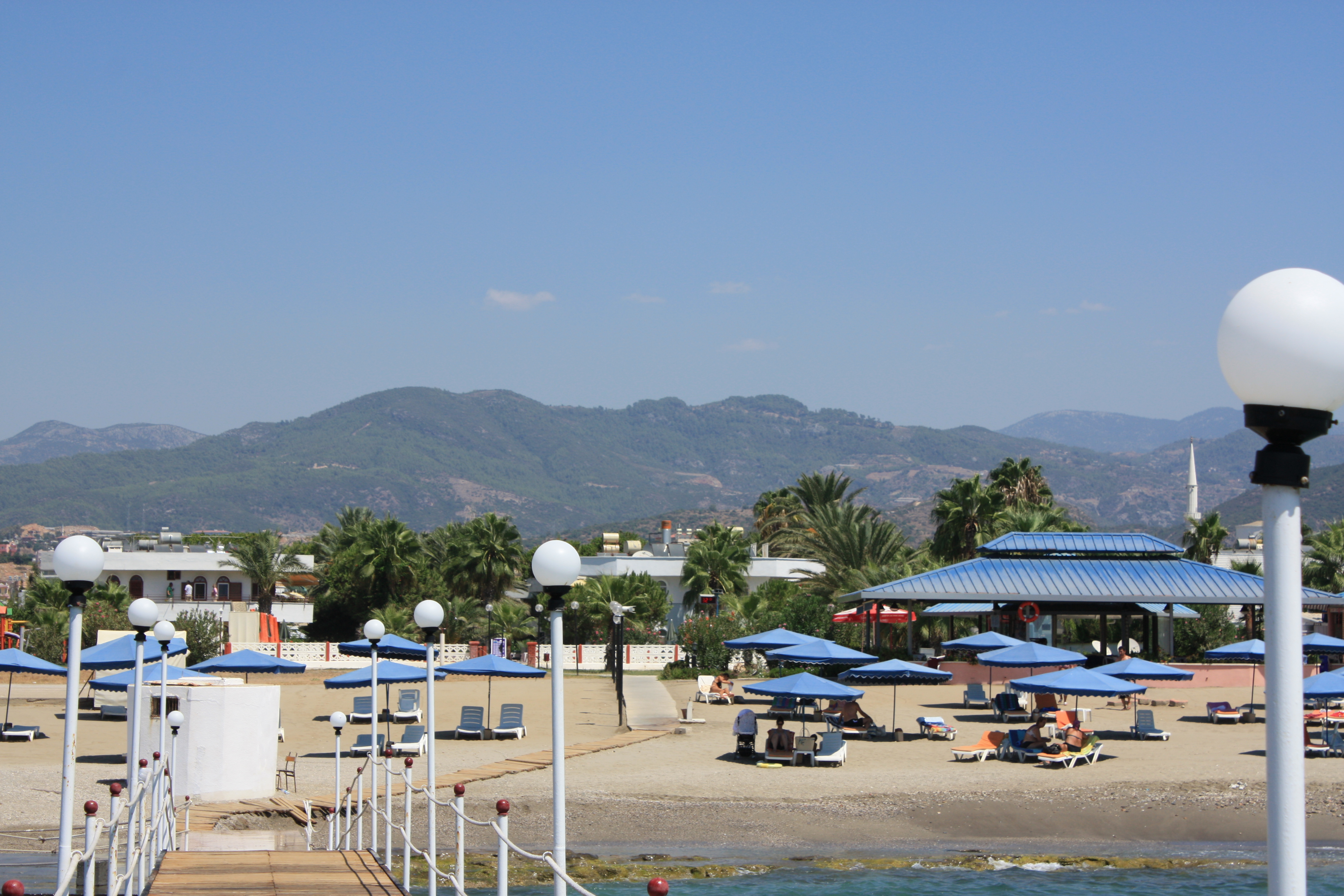
Вид на Таврські гори з Середземного моря

Таврські гори тягнуться уздовж турецького узбережжя Середземного моря від Егейського моря до верхів'їв річки Євфрат. Вони утворюють безперервну низку лісистих гірських пасом, що перетинаються численними річковими долинами. На південній стороні спускаються ці гори короткими обривами і раптом круто і майже прямовисно до моря, тільки зрідка, як, наприклад, в місцевостях Тарса і Адалят, залишаючи місце для вузьких прибережних долин, а з північної поступово майже зливаються зі внутрішньої плоскою височиною. У східній частині Кілікії вершини їх досягають висоти від 3000 до 3500 м, а далі на захід — від 2000 до 3000 м.
Найвища вершина — Метдесіс досягає висоти 3477 м, в Булгар-Дазі снігова межа лежить на півночі на висоті 2925 м, а на півдні — 3250 м. Гори ці непрохідні, і в минулі часи тут гніздилися розбійницькі гірські племена. Головним проходом через гори служить Гюлек-Богас, у стародавніх мав назву Кілікійського проходу, по якому пролягає велика військова і караванна дорога з Азії до Сирії. На захід від цього проходу йдуть гори Булгар-Даг, а на схід — гори Ала-Даг. Тут гірський хребет перетинається двома річками, що впадають у Середземне море. З півночі підходить і приносить свої води Сейхан з гирлом нижче Адани, і далі, з північного сходу йде Джейхан. Менш значні інші річки: Тарсус-Чай (Кидн у вірмен і греків) біля Тарса, Гексу біля Селефке, Капрі-Су (Евримедон у вірмен і греків), Ак-Су (Кестр у вірмен і греків), Коджа-Чай (Ксанф у вірмен і греків) тощо. Набагато бідніше річками північна сторона. Тільки біля самої підошви гір з північного боку лежить досить велика кількість озер, переважно солоних.
Що стосується геологічної будови, то у своїй основній частині Тавр складається зі старих палеозойських відкладень з розташованими між ними третинними, а в західній частині — тільки з останніх. На сході від головного проходу відділяється величезне бічне пасмо, стара назва якої Антитавр. Замикаючи спочатку долину верхньої течії Сейгана, він тягнеться на північ, наближаючись до Кизил-Ірмак, потім, повернувши на північний схід, підходить до Євфрату і утворює вододіл між обома цими річками. Різні гірські пасма і групи півострова не слід розглядати як продовження або розгалуження Тавра або Антитавра. У стародавніх назву «Тавра» носили вірменські гірські ланцюги, які по той бік Євфрату утворюють вододіл між його витоками і Тигром.

## Пам'ятки
На додаток до походів і альпінізму, є два гірськолижних курортів на гірському хребту, по одному на «Davras» приблизно за 25 км (16 миль) від двох найближчих містах Егірдір і Испарта, другий Сакликент що за 40 км (25 миль) від міста Анталія.
Віадук Варда, розташований на залізничних лініях Конья-Адана на Hacıkırı селі в провінції Адана, є 98 м (322 футів) у висоту залізничний міст побудований в 1910-х роках німцями.